# Westdeutscher Hockey-Verband

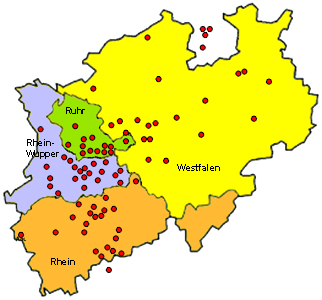
Bezirke und Vereine des Westdeutschen Hockey-Verbandes

Der Westdeutsche Hockey-Verband (WHV) ist der mitgliederstärkste Landesverband im Deutschen Hockey-Bund. Sein Verbandsgebiet ist nahezu deckungsgleich mit dem Bundesland Nordrhein-Westfalen. Zusätzlich sind die vier Hockeyvereine des Osnabrücker Landes aus Niedersachsen und der HTC Bad Neuenahr aus Rheinland-Pfalz Mitglieder des WHV. Insgesamt spielen 20.266 Mitglieder in 85 Clubs. Der Verband ist seit dem Zusammenschluss der Bezirke Linker Niederrhein und Berg-Mark zum Bezirk Rhein-Wupper in vier Bezirke aufgeteilt. Weitere Bezirke sind Rheinbezirk, Ruhrbezirk und Westfalen.
Der WHV organisiert die Regionalliga West und ist in dieser Funktion gewissermaßen sein eigener Regionalverband. Im Erwachsenenbereich ist der WHV beim Feldhockey zuständig für den gesamten Spielbetrieb unterhalb der Bundesligen: Regionalliga West, Oberliga West A und B, 1. Verbandsliga A–D und 2. Verbandsliga A–D(nur Herren). Beim Hallenhockey übernehmen die Bezirke die Durchführung der 2.- und 3.-Verbandsligen. Der Damenbereich wird wiederum komplett von der Regionalliga bis zur 2. Verbandsliga vom WHV organisiert.

## Bundesligavereine aus dem WHV – Feld 2015/2016
1. Feldhockey-Bundesliga Herren:
- Rot-Weiss Köln, Crefelder HTC, HTC Uhlenhorst Mülheim, Schwarz-Weiß Neuss

1. Feldhockey-Bundesliga Damen:
- Düsseldorfer HC, Rot-Weiss Köln

2. Feldhockey-Bundesliga Nord Herren:
- Düsseldorfer HC, Schwarz-Weiß Köln, Kölner HTC Blau-Weiss, Gladbacher HTC

2. Feldhockey-Bundesliga Nord Damen: 
- HTC Uhlenhorst Mülheim, Kölner HTC Blau-Weiss, Bonner THV, Club Raffelberg

## Bundesligavereine aus dem WHV – Halle 2015/2016
Die Bundesligen sind regionalisiert und 4-gleisig. In den West-Gruppen spielen ausschließlich Vereine des WHV.
1. Hallenhockey-Bundesliga Herren Gruppe West:
- Rot-Weiss Köln, HTC Uhlenhorst Mülheim, Crefelder HTC, Schwarz-Weiß Köln, Düsseldorfer HC, SW Neuss

Hallenhockey-Bundesliga Damen Gruppe West:
- RW Köln, ETuF Essen, RTHC Leverkusen, Crefelder HTC, SW Neuss, Düsseldorfer HC

2. Hallenhockey-Bundesliga Herren West:
- Kahlenberger HTC, Gladbacher HTC, Kölner HTC Blau-Weiss, Düsseldorfer SC, Oberhausener THC, DSD Düsseldorf

## Mannschaften der Regionalliga West – 2015/2016
Die Regionalliga West ist die höchste vom WHV geleitete Spielklasse.
 Feldhockey-Regionalliga West – Herren
- HTC Uhlenhorst Mülheim 2, Oberhausener THC, Bonner THV, Rot-Weiß Köln 2, DSD Düsseldorf, Kahlenberger HTC, ETuF Essen, ETB Essen

Feldhockey-Regionalliga West – Damen
- RTHC Leverkusen, Crefelder HTC, ETuF Essen, Rot-Weiß Köln 2, Gladbacher HTC, TSC Eintracht Dortmund, HC Essen, HC Rot-Weiß Velbert

Hallenhockey – 1. Regionalliga West – Herren
- Rot-Weiß Köln 2, HTC Bergisch Gladbach, Bonner THV, ETG Wuppertal,  Crefelder HTC 2, Rheydter SV

Hallenhockey – 2. Regionalliga West – Herren
- HTC Uhlenhorst Mülheim 2,  ETuF Essen,  Düsseldorfer HC 2,  TV Jahn Oelde, Aachener HC, TSC Eintracht Dortmund

Hallenhockey – 1. Regionalliga West – Damen
- Kölner HTC Blau-Weiss, Club Raffelberg,  HC Essen,  Gladbacher HTC, Bonner THV, HC Rot-Weiß Velbert

Hallenhockey – 2. Regionalliga West – Damen
- HTC Uhlenhorst Mülheim 2,  Rot-Weiß Köln 2, Düsseldorfer HC 2, Kahlenberger HTC, HC GW Wuppertal,  ETuF Essen 2

## Ligeneinteilung Herren Halle 2015/2016
| Spielklassen in der Halle 2015/2016 | Spielklassen in der Halle 2015/2016 | Spielklassen in der Halle 2015/2016 | Spielklassen in der Halle 2015/2016 | Spielklassen in der Halle 2015/2016 | Spielklassen in der Halle 2015/2016 |
| --- | --- | --- | --- | --- | --- |
| 1. Bundesliga Gruppe West | | | | | |
| 2. Bundesliga Gruppe West | | | | | |
| 1. Regionalliga West | | | | | |
| 2. Regionalliga West | | | | | |
| Oberliga West Gruppe A RTHC Leverkusen Blau-Weiß Köln 2 Club Raffelberg Schwarz-Weiß Köln 2 Uhlenhorst Mülheim 3 Rot-Weiss Köln 3                  | Oberliga West Gruppe A RTHC Leverkusen Blau-Weiß Köln 2 Club Raffelberg Schwarz-Weiß Köln 2 Uhlenhorst Mülheim 3 Rot-Weiss Köln 3                                | Oberliga West Gruppe A RTHC Leverkusen Blau-Weiß Köln 2 Club Raffelberg Schwarz-Weiß Köln 2 Uhlenhorst Mülheim 3 Rot-Weiss Köln 3                                | Oberliga West Gruppe B HC Essen 99 HC Rot-Weiß Velbert Oberhausener THC 2 ETuF Essen 2 VfB Hüls HC GW Wuppertal                                              | Oberliga West Gruppe B HC Essen 99 HC Rot-Weiß Velbert Oberhausener THC 2 ETuF Essen 2 VfB Hüls HC GW Wuppertal                                              | Oberliga West Gruppe B HC Essen 99 HC Rot-Weiß Velbert Oberhausener THC 2 ETuF Essen 2 VfB Hüls HC GW Wuppertal                              |
| 1. Verbandsliga Gruppe A HTC SW Bonn Marienburger SC Bonner THV 2 Aachener HC 2 RTHC Leverkusen 2 Schwarz-Weiß Köln 3 THC Hürth Eilendorfer HC     | 1. Verbandsliga Gruppe B Düsseldorfer HC 3 Crefelder SV Viersener THC Düsseldorfer SC 2 Mettmanner THC Gladbacher HTC 2 DSD Düsseldorf 2 Richrather SV           | 1. Verbandsliga Gruppe B Düsseldorfer HC 3 Crefelder SV Viersener THC Düsseldorfer SC 2 Mettmanner THC Gladbacher HTC 2 DSD Düsseldorf 2 Richrather SV           | 1. Verbandsliga Gruppe C HC Essen 99 2 Moerser TV Kahlenberger HTC 2 MSV Duisburg HC Rot-Weiß Velbert 2 ETG Wuppertal 2 Club Raffelberg 2 Oberhausener THC 3 | 1. Verbandsliga Gruppe C HC Essen 99 2 Moerser TV Kahlenberger HTC 2 MSV Duisburg HC Rot-Weiß Velbert 2 ETG Wuppertal 2 Club Raffelberg 2 Oberhausener THC 3 | 1. Verbandsliga Gruppe D THC Münster ETB Essen Dortmunder HG HC Georgsmarienh. RHTC Rheine Dortmunder HG 2 Bielefelder TG                    |
| 2. Verbandsliga Rhein-Wupper Schwarz-Weiß Neuss 2 SV Büderich Reinshagener TB Düsseldorfer SC 3 ETG Wuppertal 3 Rheydter SV 2                      | 2. Verbandsliga Rheinbezirk Blau-Weiß Köln 3 Dünnwalder TV Aachener HC 3 Schwarz-Weiß Köln 3 THC Bergisch Gladbach 2 Eilendorfer HC 2 Pulheimer SC HC Bad Honnef | 2. Verbandsliga Rheinbezirk Blau-Weiß Köln 3 Dünnwalder TV Aachener HC 3 Schwarz-Weiß Köln 3 THC Bergisch Gladbach 2 Eilendorfer HC 2 Pulheimer SC HC Bad Honnef | 2. Verbandsliga Ruhrbezirk Gruppe A TV Jahn Hiesfeld Kahlenberger HTC 3 Club Raffelberg 3 HTC Kupferdreh Preußen Duisburg                                    | 2. Verbandsliga Ruhrbezirk Gruppe B Uhlenhorst Mülheim 4 HC Rot-Weiß Velbert 3 Kahlenberger HTC 4 Moerser TV 2 ETuF Essen 3                                  | 2. Verbandsliga Westfalen THC Münster 2 Eintracht Dortmund 2 SSC Lünen RHTC Rheine 2 TV Datteln HTC Hamm TV Jahn Oelde 2 HC Georgsmarienh. 2 |
| 3. Verbandsliga Rhein-Wupper Crefelder HTC 3 DSD Düsseldorf 3 Schwarz-Weiß Neuss 3 Hellerhofer SV HC GW Wuppertal 2 Crefelder SV 2 Viersener THC 2 | 3. Verbandsliga Rheinbezirk Gruppe 1 Dünnwalder TV 2 RTHC Leverkusen 3 THC Bergisch Gladbach 3 GFC Düren 99 HC Eintracht Geldern Eilendorfer HC 3 THC Fürth      | 3. Verbandsliga Rheinbezirk Gruppe 2 Marienburger SC 2 HTC Troisdorf HTC SW Bonn 2 SG Erftstadt Bonner THV 4 SSG Sankt Augustin                                  | 3. Verbandsliga Ruhrbezirk ETB Essen 2 Moerser TV 3 Bochumer HV 05 MSV Duisburg 2 Preußen Duisburg 2 TuS Rheinberg 1                                         | 3. Verbandsliga Ruhrbezirk ETB Essen 2 Moerser TV 3 Bochumer HV 05 MSV Duisburg 2 Preußen Duisburg 2 TuS Rheinberg 1                                         | 3. Verbandsliga Westfalen VfB Hüls 2 Soester HC Bielefelder TG 2 THC Münster 3 SC GW Paderborn HSC 05 Osnabrück HC Herne                     |
| | | | | | 4. Verbandsliga Westfalen VfB Hüls 3 TV Datteln 2 Eintracht Dortmund 4 Dortmunder HG 3                                                       |

## Jugend
Knapp 25 % aller hockeyspielenden Jugendlichen in Deutschland spielen im WHV. Daher bekommt der WHV die meisten Startplätze bei der Deutschen Meisterschaft, die ab den Knaben/Mädchen A ausgetragen werden.
Feld: Die ersten drei Mannschaften der WHV-Regionalliga erreichen die DM-Zwischenrunde
Halle: Die ersten zwei Mannschaften der WHV-Regionalliga erreichen die DM-Endrunde
| Altersklasse                 | 1. Liga          | 2. Liga      | 3. Liga          | Zusatz Feld                 |
| ---------------------------- | ---------------- | ------------ | ---------------- | --------------------------- |
| Männliche/Weibliche Jugend A | WHV Regionalliga | WHV Oberliga |                  | Kleinfeldrunden der Bezirke |
| Männliche/Weibliche Jugend B | WHV Regionalliga | WHV Oberliga | WHV Verbandsliga | Kleinfeldrunden der Bezirke |
| Knaben/Mädchen A             | WHV Regionalliga | WHV Oberliga | WHV Verbandsliga | Kleinfeldrunden der Bezirke |
| Knaben/Mädchen B (¾-Feld)    | WHV Regionalliga | WHV Oberliga | WHV Verbandsliga | Kleinfeldrunden der Bezirke |

| Altersklasse     | 1. Liga                      | 2. Liga                  |
| ---------------- | ---------------------------- | ------------------------ |
| Knaben/Mädchen C | Oberliga der Bezirke         | Verbandsliga der Bezirke |
| Knaben/Mädchen D | Oberliga der Bezirke         | Verbandsliga der Bezirke |
| Bambinis         | Spielewettbewerb der Bezirke |                          |

## Vorstand
- Präsident: Michael Timm
- Ehrenpräsident: Walther Lonnes
- Vizepräsident Kommunikation: Markus Rüsing
- Vizepräsident Finanzen: Manfred Rieder
- Vizepräsident Sport: Stefan Hoffmann
- Vizepräsident Schiedsrichter: Wolfgang Bettray
- Vizepräsident Sportentwicklung: Patrick Fritsche
- Vizepräsident Jugend: Susanne Timm

(Quelle:)
- Antidoping-Beauftragter: Stephan Schauseil
- Präventions-Beauftragte: Roswitha Hübscher
- Datenschutz-Beauftragter: Marcus Reifenberg[4]

- Geschäftsführerin: Angelika Abeln